# Adolf Rosenberger
Adolf Rosenberger (8 de abril de 1900 - 6 de diciembre de 1967) fue un exitoso empresario alemán de origen judío, cofundador de la compañía Porsche. Como piloto de carreras, disputó numerosas pruebas al volante de los automóviles Mercedes y Benz en la década de 1920.
Después del proceso de arianización y tras el holocausto organizados por el régimen nazi en Alemania, Rosenberger se vio privado de su participación y posición en la empresa Porsche. Obligado a abandonar su país, se nacionalizó estadounidense en 1944.

## Semblanza
Rosemberger nació en la localidad alemana de Pforzheim en 1900. Pertenecía a una familia judía asimilada y era hijo adoptivo de su tío Ludwig Esslinger, por entonces el hombre más rico de Pforzheim. A la edad de 17 años se alistó como voluntario para combatir en la Primera Guerra Mundial, prestando servicio en la Fuerza Aérea. Después de la guerra fue técnico y piloto de la fábrica Mercedes-Benz. Ya en la década de 1920 logró diversos éxitos y récords como piloto automovilístico, incluyendo victorias en Avus, Stuttgart Solitude en 1924 y 1925, la subida Kasseler Herkules y la Klausenpassrennen. En el Gran Premio de Alemania de 1926, se vio involucrado en uno de los numerosos accidentes ocasionados por las malas condiciones en las que se disputó la prueba, y sobrevivió a un choque contra el palco de los cronometradores, que mató a sus tres ocupantes.
En 1931 fundó la empresa automovilística Porsche junto con Ferdinand Porsche y Anton Piëch. Con el respaldo financiero de Rosenberger, Porsche y Piëch pusieron en pie la empresa con algunos antiguos compañeros de trabajo, incluido el diseñador jefe Karl Rabe. Rosenberger también jugó un papel decisivo en la creación de la empresa Auto Union, y se le atribuye haber influido en la elección de Porsche de un diseño con motor central para los coches de carreras de esta compañía.
A pesar de su contribución al desarrollo de los automóviles y de las carreras automovilísticas en Alemania, cuando Hitler llegó al poder Rosenberger (de origen judío) fue arrestado acusado de rassenschande (crímenes raciales), siendo encarcelado en el presidio KZ Schloss Kislau, cerca de Karlsruhe. Fue liberado por la buena voluntad de un colega, Hans Baron Veyder Mahlberg, que sobornó a agentes de la Gestapo, pero se vio obligado a abandonar Alemania de inmediato. Emigró a Francia y luego a Gran Bretaña, representando a Porsche GmbH en ambos países. Emigró a los Estados Unidos en 1939 y en 1944 se convirtió en ciudadano estadounidense con el nombre de "Alan Arthur Robert". Se mudó a California, donde estuvo activo en los deportes de motor y en el negocio del automóvil. Murió en Los Ángeles, California, en 1967.
Durante la era nazi se eliminó de la historia del automóvil el papel desempeñado por numerosos judíos, como Adolf Rosenberger, junto con Josef Ganz, Siegfried Marcus y Edmund Rumpler.